# ATP Challenger Izmir
Das ATP Challenger Izmir (offizieller Name: İzmir Cup) war ein von 2008 bis 2017 jährlich stattfindendes Tennisturnier in Izmir. Es war Teil der ATP Challenger Tour und wurde im Freien auf Hartplatz ausgetragen. Lukáš Lacko war mit zwei Titeln im Einzel Rekordsieger des Turniers.

## Bisherige Sieger

### Einzel
| Jahr | Sieger             | Finalgegner       | Ergebnis        |
| ---- | ------------------ | ----------------- | --------------- |
| 2017 | Illja Martschenko  | Stéphane Robert   | 7:62, 6:0       |
| 2016 | Marsel İlhan       | Cem İlkel         | 6:2, 6:4        |
| 2015 | Lukáš Lacko (2)    | Marius Copil      | 6:3, 7:65       |
| 2014 | Borna Ćorić        | Malek Jaziri      | 6:1, 6:77, 6:4  |
| 2013 | Michail Kukuschkin | Louk Sorensen     | 6:1, 6:4        |
| 2012 | Dmitri Tursunow    | Illja Martschenko | 7:64, 6:75, 6:3 |
| 2011 | Lukáš Lacko (1)    | Marsel İlhan      | 6:4, 6:3        |
| 2010 | Somdev Devvarman   | Marsel İlhan      | 6:4, 6:3        |
| 2009 | Andrea Stoppini    | Marsel İlhan      | 7:65, 6:2       |
| 2008 | Gilles Müller      | Kristian Pless    | 7:5, 6:3        |

### Doppel
| Jahr | Sieger                           | Finalgegner                          | Ergebnis         |
| ---- | -------------------------------- | ------------------------------------ | ---------------- |
| 2017 | Scott Clayton Jonny O’Mara       | Denys Moltschanow Serhij Stachowskyj | kampflos         |
| 2016 | Marco Chiudinelli Marius Copil   | Sadio Doumbia Calvin Hemery          | 6:4, 6:4         |
| 2015 | Saketh Myneni Divij Sharan       | Malek Jaziri Denys Moltschanow       | 7:65, 4:6 aufgg. |
| 2014 | Ken Skupski Neal Skupski         | Malek Jaziri Alexander Kudrjawzew    | 6:1, 6:4         |
| 2013 | Austin Krajicek Tennys Sandgren  | Brydan Klein Dane Propoggia          | 7:64, 6:4        |
| 2012 | David Rice Sean Thornley         | Brydan Klein Dane Propoggia          | 7:68, 6:2        |
| 2011 | Travis Rettenmaier Simon Stadler | Flavio Cipolla Thomas Fabbiano       | 6:0, 6:2         |
| 2010 | Rameez Junaid Frank Moser        | Jamie Delgado Jonathan Marray        | 6:2, 6:4         |
| 2009 | Jonathan Erlich Harel Levy       | Prakash Amritraj Rajeev Ram          | 6:3, 6:3         |
| 2008 | Jesse Levine Kei Nishikori       | Nathan Thompson Danai Udomchoke      | 6:1, 7:5         |